# Az Utolsó Napi Szentek Jézus Krisztus Egyháza
Az Utolsó Napi Szentek Jézus Krisztus Egyháza (angol: The Church of Jesus Christ of Latter-day Saints, röviden Church of Jesus Christ, korábban LDS), vagy informálisan mormon egyház, egy amerikai eredetű, resztoránus, antitrinitárius  új kinyilatkoztatáson alapuló egyház, amely kimagaslóan a legnagyobb a mormon felekezetek között.
A 19. században Joseph Smith próféta halála után Brigham Young apostol vezetésével, a mai Utah állam területére távoztak, így azt gyakran nevezik mormon állam-nak, mert a lakosság nagyobb része mormon vallású. A 2023-ban nemzetközileg több mint 17 millió tagot számláló egyház  Magyarországon is jelen van.

## Nevük
Az egyház először Church of Jesus Christ (Jézus Krisztus Egyháza) néven alakult meg 1830-ban, majd 1838-ban egészítette ki a nevét a ma is használatos alakra. Ennek magyar fordítása az egyház magyarországi jelenlétének különböző időszakaiban többször is változott, elsősorban azért, mert a "latter-day" kifejezésnek nincs az eredeti többes jelentéstartalmat pontosan visszaadó magyar megfelelője. 2020. április 5-én az egyház nevének hivatalos magyar fordítása a korábbi Az Utolsó Napok Szentjeinek Jézus Krisztus Egyháza formáról Az Utolsó Napi Szentek Jézus Krisztus Egyháza alakra módosult.
Mivel az egyház egyik jellegzetes megkülönböztető jegye, hogy a Biblia mellett a Mormon könyvét is a szentírások között tartja számon, a kortársak ezt a személynevet (értsd: az említett műben szereplő ősi próféta nevét) gúnynévként az egyházra és annak tagjaira is ráaggatták. Ezt a hivatalos név melletti informális, párhuzamos használatban maga az egyház is elfogadta egy időre, de 2018. októbere óta határozottan elveti azt. Azóta az egyház tagjait és másokat is arra kérnek, hogy az egyház nevét ne használják olyan alakban, amely kihagyná Jézus Krisztus nevét. Az egyház tagjaira használt "mormon" helyett pedig a korábban is használt utolsó napi szentek (angolul "Latter-day Saints") vagy egyszerűen szentek (angolul "Saints") az előnyben részesített alak. Ezen iránymutatás szerint a "mormon" kifejezés használata kizárólag történelmi kontextusban – és személynévként – helyénvaló. Ennek megfelelően nevet változtatott többek között az egyház világhírű kórusa, a Templom Téri Tabernákulum Kórus (korábban Mormon Tabernákulum Kórus) is.

## Története
Az egyház előtörténete azonos a mormonizmuséval, erről lásd: mormonizmus.
Joseph Smith halála után (1844. június 27.), az egyháztagok többsége Brigham Youngot, a tizenkét apostol kvórumának akkori elnökét követte, ő lett az egyház új elnöke. A fokozódó zaklatások miatt Illinoisban, a legtöbb egyháztag nyugatra követte Youngot és 1847-ben kezdték betelepíteni a mai Utah területét (amely akkor még Mexikóhoz tartozott), és itt saját kormányzatot hoztak létre Salt Lake City központtal.

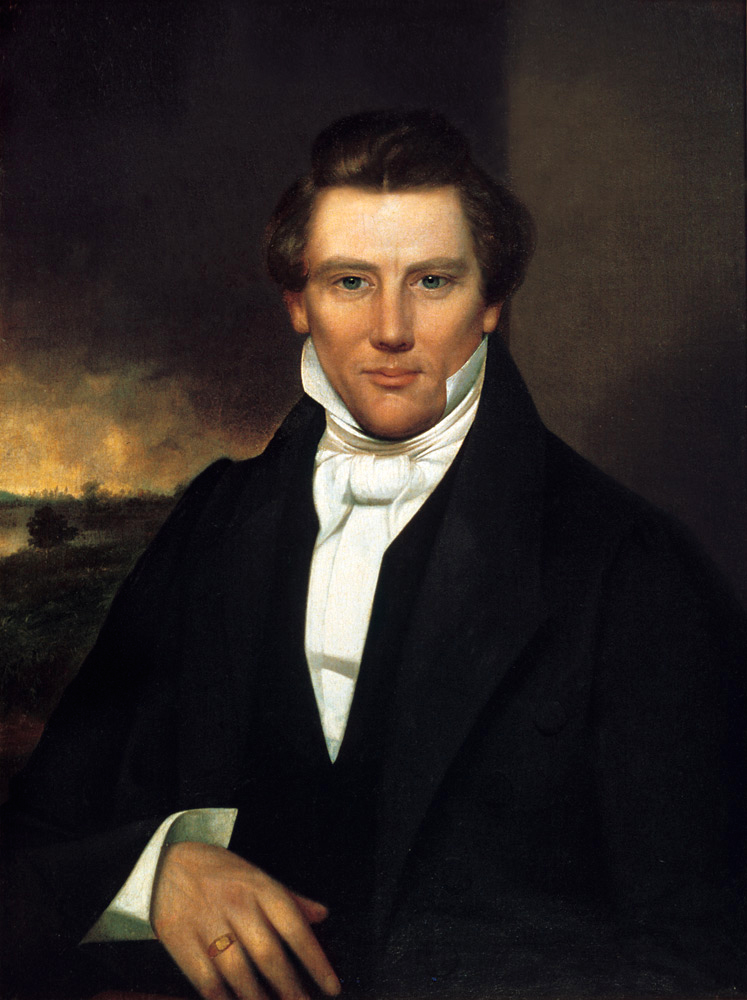
Joseph Smith

A település nagy sebességgel fejlődött és gyarapodott. Hamarosan több várost is építettek a mai Utah, Idaho, Nevada és Arizona területén. 1848-ban Mexikó eladta e területet az Egyesült Államoknak, 1869-ben itt csatolták össze a vasút keleti és a nyugati partról induló részeit. Az egyház által alapított Deseret állam kérte felvételét az Egyesült Államokba új tagállamként. A kérést azonban elutasították a szövetségi hatóságok az egyház többnejűségre vonatkozó tana és a teokratikus államforma, azaz az egyházi és a polgári hatóságok egybefonódása miatt. A helyzet akkor rendeződött, amikor 1890-ben az egyház akkori elnöke, Wilford Woodruff megszüntette és betiltotta az új poligám házasságkötéseket az egyházban. Így a terület Utah néven az Egyesült Államok 45. tagállama lehetett.
Az egyház egyre növekedett és a 20. században már más országokban is voltak gyülekezetek. 2019 végén 16 565 036 egyháztagot számolt.

### Szakadár mozgalmak
A mormonizmusban több tucat külön csoport alakult ki az idők folyamán, ezek összesített taglétszámát a becslések 20 000 és 60 000 fő közé teszik.
A két pont, mely körül a főbb szakadások alakultak ki:
- Joseph Smith egyházalapító halála utáni válság, (ezekről lásd a Mormon egyházak és csoportok cikket)
- 1890-ben, a többnejűség gyakorlatának befejezése körüli zavar.

Ez utóbbi esetben elszakadt csoportokat gyakran mormon fundamentalistáknak nevezik, lásd mormon fundamentalizmus.

### Az egyház Magyarországon
Az egyház első misszionáriusai, Thomas Biessinger és Paul Hammer 1885-ben érkeztek Magyarországra a Német–Svájci Misszióból. Mindössze három hónapot tartózkodtak az országban, mielőtt eltávoztak Bécsbe. Az első magyar állampolgárságú egyháztag a bánáti Markov Mihály (Misa) volt, akit 1887-ben kereszteltek meg Konstantinápolyban. Markov apja szerb, anyja román nemzetiségű volt. 1888-ban Ferdinand Hintze, a Törökországi Misszió elnöke Magyarországra látogatott, hogy találkozzon az újonnan megtért Markovval, s együtt hirdessék az evangéliumot Magyarországon. Mivel sikertelenül kerestek érdeklődő embereket, hamarosan ismét eltávoztak.
Az egyház első olyan magyarországi születésű tagja, akit Magyarországra küldtek misszióba, Marjalaki Mihály (1853-1929), egy debreceni református nemesi család sarja volt. Marjalaki (máshol: Márialaky) 1873-tól az Amerikai Egyesült Államokban élt, és amerikai állampolgársággal rendelkezett. Őt 1897-ben küldték vissza az egyházi elöljárói Wyoming államból Debrecenbe, ahol néhány hónapon keresztül vizsgálta az 1895. évi XLIII. törvénycikk (A vallás szabad gyakorlásáról) nyomán kialakult helyzetet, majd 1898-ban visszatért Amerikába. A következő évben Markov tért vissza Magyarországra három évre. Számos új, magyar és német tagot keresztelt meg Temesváron, és megalakította az egyház első magyarországi gyülekezetét. Ezt követően Brassóba utazott, és ott elvetette az első magokat az őt követő misszionáriusok számára. Később Markov Törökországba ment, ahol a konstantinápolyi bolgár közösségben térített. Itt meg is keresztelte az egyház első bolgár tagját, akivel együtt Bulgáriában is szervezni kezdte az egyházat, onnan azonban hamarosan – helyi protestáns szervezetek feljelentése után – kitiltották.
1909-ben John Ensign Hill, a Svájci–Német Misszióból kapta a megbízást, hogy magyarul tanuljon, és az első misszionárius legyen Magyarországon. Hill nagyon jó kapcsolatot tudott kialakítani a helyi hatóságokkal, ami végül 1911 novemberében az egyház hivatalos elismeréséhez vezetett. 1914-ig, amikor minden misszionáriust kivontak Európából az első világháború miatt, összesen 106 embert kereszteltek meg Magyarországon. Mindössze 40 tag maradt, a többség kivándorolt Utah-ba.
Bár továbbra is maradt néhány egyháztag az országban, az egyház magyarországi tevékenysége egészen a 80-as évek végéig szünetelt. Magyarországot 1987. április 19-én nyitotta meg újra a misszionáriusi munkára Russell M. Nelson apostol, a Gellérthegy oldalában tartott szertartáson. Az egyház működését hivatalosan 1988. június 1-jén engedélyezte az Állami Egyházügyi Hivatal. Az országba még abban az évben megérkeztek az első misszionáriusok. Ma 5000 egyháztag van az országban összesen 22 gyülekezetben. Egy-egy gyülekezet létszáma a néhány tucat főtől a néhány száz főig terjed.
2006. június 4-én megszervezték a Budapest Magyarország Cöveket. Ebbe a középszintű területi egységbe, melynek vezetője 2014 óta Christopher Southwick, 14 egyházközség, illetve gyülekezet tartozik (Pest, Buda, Kispest, Érd, Győr, Székesfehérvár, Dunaújváros, Veszprém, Kecskemét, Tatabánya, Kaposvár, Pécs, Szeged és Szolnok). Az ország többi részén levő gyülekezetek (Debrecen, Eger, Miskolc, Nyíregyháza, Pápa, Sopron, Szombathely és Békéscsaba) a Magyarország Budapest Misszió alá tartoznak.
2025-ben Óbudán, a Harsánylejtőn épül az első magyarországi templomuk. Eddig Magyarországon nem volt templomuk, a hívek ún. „kápolnák”ba jártak istentiszteletekre.

## Jelképek
Eltérően sok más keresztény felekezettől, Az Utolsó Napi Szentek Jézus Krisztus Egyháza nem használja jelképként a keresztet (avagy feszületet). Ennek két legfőbb indoka, hogy a tanításaik szerint az élő, feltámadt Krisztust követik, illetve hogy Krisztus megváltó szenvedését csak részben kötik a keresztre feszítéséhez, és ugyanilyen jelentőségteljesnek tekintik a Gecsemáné kertjében átélt szenvedését.
Az egyház gyülekezeti házainak szakrális tereiben (kápolna, keresztelőmedence) nincsenek képi ábrázolások. A kápolnákban legfeljebb a legegyszerűbb geometriai díszítések, valamint alkalmi virágdíszek kapnak helyet. Ezeken a helyiségeken kívül az épületek belsejében jellemzően különböző szentírásbeli jeleneteket ábrázoló festmények találhatók.
A templomok a gyülekezeti házaknál kívül és belül is sokkal díszesebb épületek, ezeken többféle jelkép is helyet kap. A leggyakoribb Moróni angyal(en) harsonát tartó szobra, amely a templomok egyik (vagy egyetlen) tornyának csúcsán helyezkedik el. A világszerte működő 167 templom közül mindössze 8 olyan van, amelyen nincs ilyen szobor. Az egyház tanításai szerint ez az angyal azonos a Jelenések könyvében említett angyallal, aki a föld népének hirdeti az örökkévaló evangéliumot. Prominens elhelyezkedése és jellegzetes kinézete miatt a szobor az idők során az egyház nem hivatalos jelképévé vált.
2020. április 4-én az egyház hivatalos jelképet tett közzé. „Az egyház neve egy téglalap alakú keretben jelenik meg, amely egy szegletkövet jelképez. [A Biblia leírása szerint] a szegletkő maga Jézus Krisztus lévén. A jelkép közepén Thorvaldsen Krisztus nevet viselő márványszobrának megjelenítése látható. Jézus egy boltív alatt áll, amely arra emlékeztet, hogy három nappal a halála után maga mögött hagyta a sírkamrát.” Továbbá a korábban hivatalos "Az Utolsó Napok Szentjeinek Jézus Krisztus Egyháza" elnevezést az "Az Utolsó Napi Szentek Jézus Krisztus Egyháza" elnevezés váltotta fel. Az egyház angol nyelvű elnevezése nem változott.

## Tanok
Jézus Krisztus, az élő Isten fia vezeti ma is az egyházát
Az utolsó napi szentek hisznek Jézus Krisztusban, hogy ő Isten fia és a Megváltó, aki legyőzte a halált, engesztelést hozott az emberiség bűneiért, és magához hív mindenkit, hogy általa nyerjenek szabadulást. Hiszik, hogy Isten megjelent Jézus Krisztussal Joseph Smithnek, és elhívták prófétának, hogy megszervezze újból az eredeti egyházat, többek között azáltal, hogy visszaállítja a papsági felhatalmazást és elhív tizenkét apostolt. Azt is hiszik, hogy az élő Jézus Krisztus az egyház valódi feje, aki vezeti azt. Jézus Krisztus a testvérük, a legidősebb bátyjuk. Az élő próféta ma is további kinyilatkoztatások által vezeti az egyházat.
Hittételek
John Wentworth, a Chicago Újság szerkesztője megkérdezte Joseph Smitht az egyházról valamint a tanításairól. Válaszképpen Joseph Smith írt egy levelet, amely később "Wentworth levélként" lett ismeretes. A levél végén az egyház tanait a Hittételekben összegezte.
Joseph Smith és a Mormon könyve
Joseph Smith és a Mormon könyve a két legnagyobb bizonyíték az utolsó napi szentek számára arra, hogy a teljes evangélium a birtokukban van. Hisznek abban, hogy birtokukban van Isten eddig kinyilatkoztatott legteljesebb igazsága, és hogy Isten továbbra is kinyilatkoztatja az igazságot gyermekei számára. Hiszik, hogy Joseph Smith Isten igaz prófétája volt. A Szentírásokat, elsősorban a Mormon könyvét és a Bibliát, Isten szavának tekintik. Tanításuk szerint, aki őszintén megkérdezi Istent imában, hogy a Mormon könyve igaz-e, vagy Joseph Smith Isten igaz prófétája volt-e, és azt őszintén Istenbe vetett hittel kéri, bizonyságot, megerősítést fog kapni Istentől a Szentlélek által.
A megváltás terve
Az egyház tanít az élet céljáról a szentírások valamint újkori kinyilatkoztatás segítségével.
Papság
A papság Istentől az embernek adott hatalom és felhatalmazás, hogy az Ő nevében cselekedjenek gyermekei szabadulásáért. Az egyház bármely arra érdemes férfi tagja megkaphatja, és szinte kivétel nélkül meg is kapja ezt a felhatalmazást. Kétféle papság van: az ároni (előkészítő papság) és a melkisédeki (magasabb rendű papság). A papság egy hierarchikus rendszer, csúcsán az elnök és két tanácsosa áll (Első Elnökség). Néhány a papok feladatai közül: szertartások elvégzése, szolgálattétel, rászorulók segítése, gyógyító áldás. A vasárnapi istentiszteleti gyűlések részeként papsági gyűléseket tartanak. Az egyháznak nincs fizetett papsága.
Szentírás
A Biblia mellett még elfogadnak más írásokat szentírásnak, például a Mormon könyvét, vagyis nem tekintik befejezettnek a bibliai kánont. Így keresztényeknek tekintik magukat, de nem tartoznak a katolikus, ortodox vagy protestáns irányzatokhoz.
A család
A család központi szerepet játszik Isten tervében. 1995-ben az egyház kiadta A Család: Kiáltvány a világhoz című kiáltványt. A próféta és az összes apostol aláírta. A kiáltvány megerősíti, hogy a házasságot Isten rendelte el és hogy a "nemző erő" szent és csak férj és feleség között használható. A szent templomban kötött házasság “az időre és az örökkévalóságra” érvényes, ha a házastársak hűek a szövetségeikhez. A férfi szerepe elsősorban apa és férj, a család vezetése és kenyérkeresés. A nő szerepe anya és feleség, a férj segítése. A szülők együtt vállalják a felelősséget a gyerekek felneveléséért és tanításáért.
A család védelmében más előírások is vannak, például szükség esetén megengedett a válás. Az abortusz bűn, csak nemi erőszak esetén megengedett, valamint amikor a terhesség veszélyezteti az anya életét. A homoszexualitás gyakorlása bűn.
Az egyház működése
Vasárnaponként az úrvacsorai gyűlés után még két gyűlést tartanak. Az egyik a vasárnapi iskola, ahol erre elhívott egyháztagok tanítanak a szentírásokból. A másikban mindenki külön csoportokba megy – gyerekek, fiatal férfiak, nők (12-18 évesek), felnőtt férfiak, nők (18 év felettiek) – ahol rájuk vonatkozó témákról van szó. 2019 óta az úrvacsorai gyűlés utáni gyűléseket nem egymás után, hanem hetente felváltva tartják.

### Egyéb előírások
- Rendszeres ima

A személyes ima nagyon fontos az egyháztagok számára, mint a Mennyei Atyával való kommunikáció módja. Az úrvacsora és néhány további szertartás rövid, kötött szövegű imáin kívül csak saját szavakkal imádkoznak. A Miatyánk nem játszik nagy szerepet az egyházban azon kívül, hogy fontos példa az ima helyes módjára.
- Szentírás-tanulmányozás

Mindegyik egyháztagnak a saját felelőssége, hogy tanulmányozza a szentírásokat. Nincs előírt rend, hogy mit és mikor kell olvasni, hanem mindenki a saját szükséglete szerint olvas. A vasárnapi úrvacsorai gyűlés után vannak még további szervezett tanítások is (vasárnapi iskola, papsági gyűlés, elemi iskola, segítőegyleti gyűlés), melyek résztvevői el szokták olvasni az oda vonatkozó szentírásokat, hogy jobban meg tudják beszélni azokat.
- Havi böjt

Minden hónap első vasárnapján nem esznek és nem isznak semmit 24 órán keresztül. A kihagyott étkezésekből megtakarított pénzt felajánlják az egyháznak jóléti célokra, és azt elsődlegesen a helyi gyülekezeteken belüli segítségnyújtásra fordítják. A böjt lényege, hogy az ember önuralmat tanuljon, és azáltal közelebb kerüljön Istenhez, illetve hogy segítsen a szűkölködőkön. A böjtöt legtöbbször valamilyen céllal szokták végezni, például egy beteg gyógyulásáért, erőért egy parancsolat betartásához, válaszért egy kérdésre, stb.
Egy nagyrészt az egyház tagjai között végzett vizsgálat szerint a rendszeres böjtölés a szívbetegség kockázatát 19%-kal csökkentette.
- Bölcsesség szava

Egy Joseph Smith által kapott egészségre vonatkozó kinyilatkoztatás, miszerint tilos az alkohol vagy kábítószerek fogyasztása, dohányzás, és "forró italok" (későbbi útmutatás szerint bármilyen hőmérsékletű kávé vagy tea) fogyasztása. A kinyilatkoztatás azt is tanítja, hogy a gabona "az élet fenntartója", és a gyümölcs és zöldség saját évszakában is "étele legyen az embernek". Húst mértékkel kell fogyasztani, leginkább éhínség idejében vagy télen.
Az átlagos utolsó napi szent 10 évvel tovább él az átlagos amerikainál, valamint a vallási előírásokat követő egyháztagok között a rák okozta halál 1/10 rész a halálokok között (hasonlóan a természeti népekhez), szemben az USA egész lakosságával, ahol az arány 1/5 rész. Más források szerint ez a különbség 40%-os.
- Tized

Az egyháztagok önszántukból felajánlják a jövedelmük egy tizedét az egyháznak. Ezt a pénzt az egyház fejlesztésére használják: templomok és gyülekezeti házak építésére, szentírások és tananyagok nyomtatására, stb. (Az egyházi vezetők nem kapnak fizetést az egyháztól.)
- Missziós szolgálat

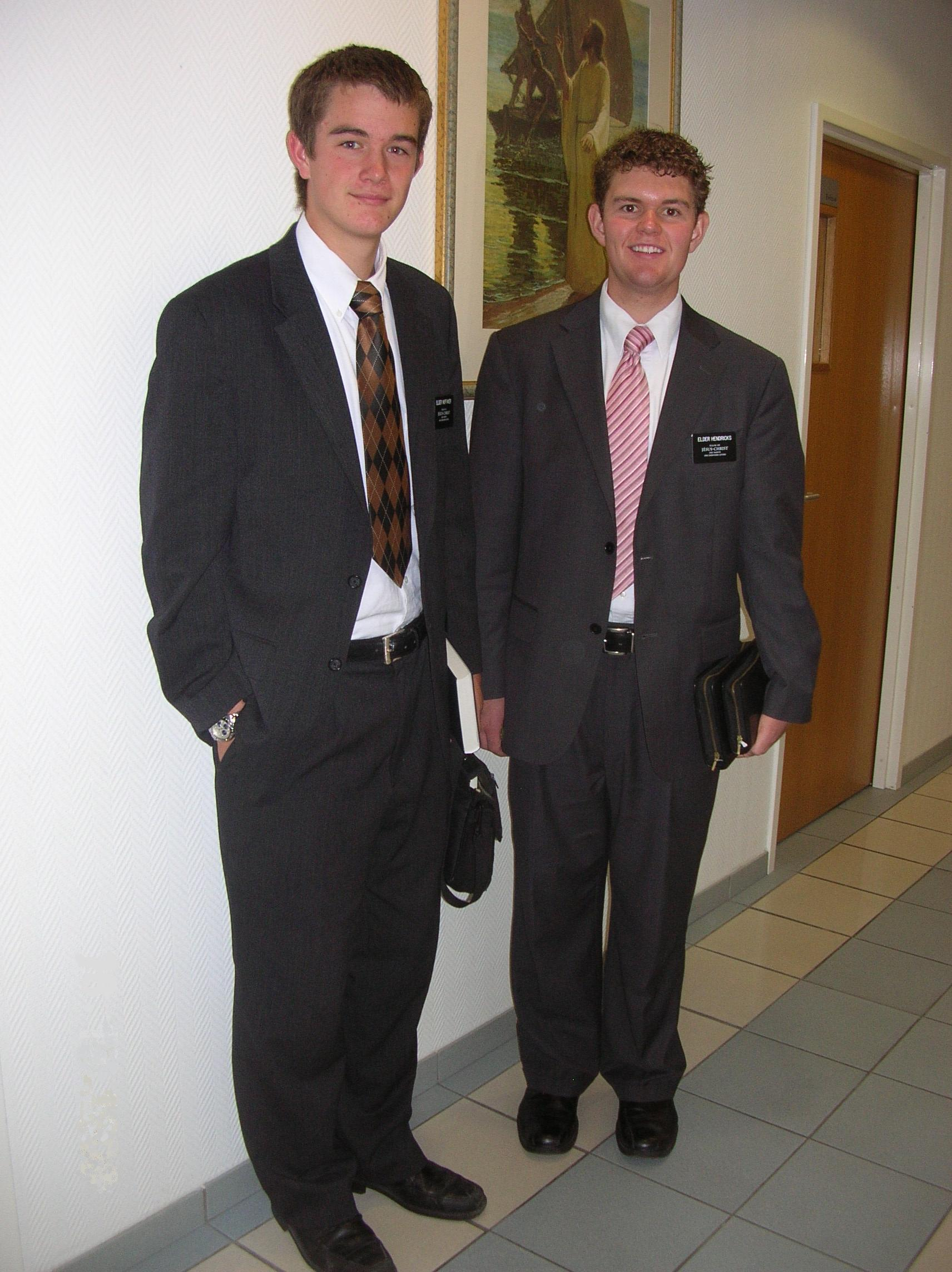
Misszionáriusok

Az egyház buzdítja a fiatalokat, hogy menjenek misszióba, a fiúk 18 éves korban két évre, lányok pedig 19 éves korban másfél évre. Általában saját vagy családi pénzzel szponzorálják magukat. Mint misszionáriusok, a számukra kijelölt területen prédikálnak, térítenek, szolgálnak a helyi gyülekezetekben és közösségi szolgálatot végeznek. Mindig párban járnak. Felismerhetőek a fekete névtáblájukról, amelyen a családnév mellett az "elder" (~vén) vagy "sister" (magyarul nővér) cím szerepel, valamint az egyház neve.

## Az egyház szervezete
Az Utolsó Napi Szentek Jézus Krisztus Egyháza szervezeti felépítése nem lett egyszerre olyan, amilyen most. A mai egyházat az Első Elnökség vezeti, valamint a Tizenkét Apostol Kvóruma. Azon kívül hetvenek vezetik a nagyobb földrajzi egységeket, amik cövekekből és missziókból állnak. A helyi egységeket gyülekezeteknek vagy egyházközségeknek nevezik, főleg a tagság létszámától függően. Az egyházközségeket püspökök vezetik, a gyülekezeteket pedig gyülekezeti elnökök. Az egyháznak nincs fizetett papsága, tehát szolgálatként töltik az elhívásukat.

## Szertartások
Papsági felhatalmazás szükséges minden szertartás elvégzéséhez, különben nem érvényes.
Keresztelés
Az evangélium bevezető szertartása. Gyerekeknél 8 éves korban történik a keresztelés, felnőtteknél, amikor a misszionáriusok befejezik a tanítást. Alámerítéssel, egy felhatalmazott papsági tisztséget viselő által történik.
A Szentlélek ajándéka (konfirmálás)
Az egyház minden arra érdemes, megkeresztelt tagjának jogában áll az, hogy állandóan hatást gyakoroljon rá a Szentlélek. Miután valaki megkeresztelkedik Jézus Krisztus igaz egyházába, megfelelő felhatalmazással rendelkező személy kézrátétele által elnyeri a Szentlélek ajándékát (Csel. 8:12-25). A Szentlélek ajándékának befogadását gyakran nevezik tűz általi keresztségnek (Máté 3:11).
Úrvacsora
Arra a szertartásra utal, amikor kenyeret és vizet vesznek és Krisztus engesztelő áldozatára emlékeznek. A megtört kenyér megtört testét jelképezi; a víz azt a vért jelképezi, amelyet azért ontott, hogy kiengeszteljen a bűneinkért (1Kor. 11:23-25). Amikor az egyház arra érdemes tagjai vesznek az úrvacsorából, megígérik, hogy magukra veszik Krisztus nevét, mindig emlékeznek rá, és betartják parancsolatait. E szertartás által az egyház tagjai megújítják a keresztelési szövetségeiket. Az úrvacsora kiosztásakor mindenkinek felajánlják azt tagságtól függetlenül, és mindenki eldöntheti hogy vesz-e belőle.
Papsági felszentelés
Két papsági rend van: az ároni papság és a melkisédeki papság. Azokon belül különböző hivatalok vannak. A felszentelés kézrátétellel történik. Fizetett papság nincs. Azonban a nem papi feladatokat (például különböző egyházi osztályok, szervezetek vezetői és munkatársai) fizetett alkalmazottak végzik. Az egyház papsági vezetői a legtöbb esetben valamilyen fizetett állással is rendelkeznek – olykor éppen az egyházban. Általában a legfőbb tisztségekbe olyanok kerülnek megválasztásra, akiknek biztos anyagi hátterük van, azonban ha ez nem így történik, a rosszabb anyagi helyzetűek egyházi támogatásban (költségtérítésben) részesülhetnek arra az időre, amíg teljes időben papsági feladatot látnak el.[forrás?]
- Az ároni papságban négy tisztség található:
  - Diakónus – minden aktív és érdemes, 12 évét betöltött fiú megkapja ezt a hivatalt.
  - Tanító – minden aktív és érdemes, 14 évét betöltött fiú megkapja ezt a hivatalt.
  - Pap – minden aktív és érdemes, 16 évét betöltött fiú megkapja ezt a hivatalt.
  - Püspök – a helyi gyülekezet vezetője, aki melkisédeki papsággal is rendelkezik, ill. ha nem, akkor megkapja a püspökké történő elhívása után.
- A melkisédeki papságban öt tisztség található:
  - Elder (vén) – minden aktív és érdemes, 18 évét betöltött férfi megkapja ezt a hivatalt.
  - Főpap – a püspökök, a misszióelnökök, a kerületi elnökök, s más kiemelkedően aktív férfiak kapják ezt a hivatalt.
  - Hetvenes – Az Utolsó Napi Szentek Jézus Krisztus Egyháza legfelsőbb adminisztratív vezetői, a különböző régiók vezetői és fontos egyházi részegységek vezetői, kvórumokba tömörülnek, legfelső vezetésük a 7 tagból álló Hetvenesek Kvórumának Elnöksége, akikből általában az új apostolokat választják ki üresedés esetén.
  - Pátriárka – legfőbb feladata a pátriárkai áldás, amelyből kinyilatkoztatás által megtudja az egyháztag, hogy Izráel melyik törzséhez számláltatik, továbbá Isten által sugalmazott egyéb kijelentéseket is kap (iránymutatás, életcél, különleges áldások jövendölése, intés stb). Az áldás szövegét rögzítik (hangfelvétel, írás), hogy az egyháztag mindig emlékezhessen rá. Az Újszövetségben evangélistaként lett meghatározva ez a papi hivatal. Minden megszervezett területen egy pátriárka van, akit az apostolok hívnak el.
  - Apostol – a legfelsőbb egyházi testület tagjai. A testület 15 tagból áll, akik a 12 apostol, valamint az egyházelnök és két tanácsosa. A 15 személyt az egyháztagok prófétaként, látnokként és kinyilatkoztatóként támogatják.

Templomi munka
A gyülekezeti házakon és egyéb egyházi épületeken kívül az egyház templomokat is épít. 167 ilyen épület működik ma világszerte, továbbiakat pedig már építenek, illetve bejelentettek. Az egyház azt tanítja, hogy a szent templomi szertartások elengedhetetlenek az ember üdvözüléséhez. A szertartások Joseph Smith kinyilatkoztatásain alapszanak, azonban ősi iratok között is nagy mennyiségű utalás található, hogy hasonló szertartásokat végeztek a régi időkben.
A templomokba csak egyháztagok léphetnek be érvényes belépővel (úgynevezett templomi ajánlással). Az ajánlás kiállításához az egyháztagnak két beszélgetésen kell részt vennie, ahol az egyházi vezetők meggyőződnek arról, hogy érdemes a belépésre. Az egyik vezető az egyháztag saját gyülekezetének vezetője, a másik az eggyel magasabb szintű területi szervezet (cövek vagy misszió) elnökségének tagja.
- Felruházás (endowment)

Általános értelemben a hatalom ajándéka Istentől. Az egyház arra érdemes tagjai a templomban, szertartások által kaphatják meg a hatalom ajándékát, amely megadja nekik a szent papság azon tudnivalóit és szövetségeit, amelyekre szükségük van a felmagasztosulás elnyeréséhez. E szertartás során többek között a szabadulás tervéről tanítanak.
- Örökkévaló házasság

A templomban egymáshoz pecsételt és arra érdemes férfiak és nők az örökkévalóságon át is férj és feleség maradnak. Felbontása a próféta engedélyével történhet. Magyarországon a templomi esküvő előtt polgári esküvőt is kell kötni. Az Egyesült Államokban nem kell, mert a templomi esküvőt az állam hivatalosan is elismeri.
- Gyermekek pecsételése a szülőkhöz

Azokat a gyermekeket, akik az örökkévaló házasság megkötése előtt születtek, a szülőkhöz lehet pecsételni, hogy az örökkévalóságban együtt maradhassanak. Azok a gyermekek akik az örökkévaló házasság után születtek, már szövetségben születtek, és így örökké együtt lehetnek szüleikkel.
- Halottakért való munka

Az egyház tagja a templomban a halottak lelki üdvének érdekében szertartásokat végezhet, beleértve a keresztelést, konfirmálást, papsági felszentelést, felruházást és családi összepecsételést (örökkévaló házasság, szülő-gyermek összepecsételés). A szertartásokat nem csak a saját őseikért végezhetik el, hanem mások őseiért is. Az utolsó napi szentek kinyilatkoztatás miatt végzik ezeket, de szokták idézni Pál apostolt is: "Különben mit cselekesznek azok, akik a halottakért keresztelkednek meg?" E célból az elhunyt elődök nevének a felkutatása szükséges. A családtörténeti kutatások lehetővé tételére és segítésére az egyház nemzetközi adatgyűjtő és kutató központot tart fenn, amelynek a szolgáltatásai bárki számára ingyenesen hozzáférhetőek. Magyarországon is sok helyi kutatóközpont található. Mindenki kutathat, nem csak egyháztagok, de azzal a feltétellel hogy anyagi hasznuk nincs belőle.

## Himnuszok
„A zene határtalan erővel képes a családokat nagyobb lelki fogékonyságra és az evangélium iránti mélyebb elkötelezettségre ösztönözni. Az utolsó napi szentek töltsék meg otthonukat a felemelő zene hangjaival.”

– Az Első Elnökség

- Himnuszoskönyv (1989). 45 himnuszt tartalmaz. A mű eredeti címe: Hymns and Children's Songs
- Himnuszok (2012), fordította az UNSZJKE Magyar Fordítóiroda. 206 himnuszt tartalmaz. Az újrafordított 1989-es könyv új himnuszokkal bővült. A mű eredeti címe: Hymns (1985)

## Kórus
A Templom Téri Tabernákulum Kórus (korábban: Mormon Tabernákulum Kórus) a világ egyik legnagyobb és legrégibb kórusa. A kórus 360, 25 és 60 év közötti kivételes tehetségű zenészből áll, akik az egyház hithű tagjai. Hetente próbálnak és hetente vannak koncertjeik, melyeken gyakran a 110 tagú Templom Téri Zenekar kíséri őket. A kórus és a zenekar tagjai nem kapnak fizetést a munkájukért.
Több millió lemez és nagyszámú díj mellett "Aranylemez" minősítést 5 esetben értek el. A legnépszerűbb ezek közül az 1959-ben kiadott "The Battle Hymn of the Republic" , melynél közreműködött Ormándy Jenő és a Philadelphiai Filharmonikus Zenekar. A kórust Grammy-díjjal jutalmazták 1959-ben a "The Battle Hymn of the Republic"-ért.

## Statisztikai adatok
| Észak-Amerika (Mexikóval) | 9 551 000 |
| Dél-Amerika               | 4 269 000 |
| Ázsia                     | 1 281 500 |
| Afrika                    | 791 800   |
| Ausztrália és Óceánia     | 592 000   |
| Európa                    | 503 700   |

| USA            | 6 763 000 |
| Mexikó         | 1 498 000 |
| Brazília       | 1 456 000 |
| Fülöp-szigetek | 833 000   |
| Peru           | 624 000   |
| Chile          | 603 000   |
| Argentína      | 474 000   |
| Guatemala      | 285 000   |
| Ecuador        | 258 000   |
| Bolívia        | 217 000   |
| Kolumbia       | 213 000   |
| Nigéria        | 211 000   |

Országok, ahol az egyház tagságának aránya meghaladja a népesség 1%-átː [forrás?]
- Tonga – 32,0%
- Szamoa – 25,0%
- Amerikai Szamoa – 25,0%
- Niue – 15,0%
- Kiribati – 6,0%
- Francia Polinézia – 6,0%
- Cook-szigetek – 5,0%
- Marshall-szigetek – 4,0%
- Chile – 2,5%
- Palau – 2,0%
- USA – 1,9%
- Uruguay – 1,8%
- Új-Zéland – 1,5%
- Guatemala – 1,3%
- Honduras – 1,2%
- Bolívia – 1,1%
- Ecuador – 1,1%
- Peru – 1,1%
- Belize – 1,1%

### Európában

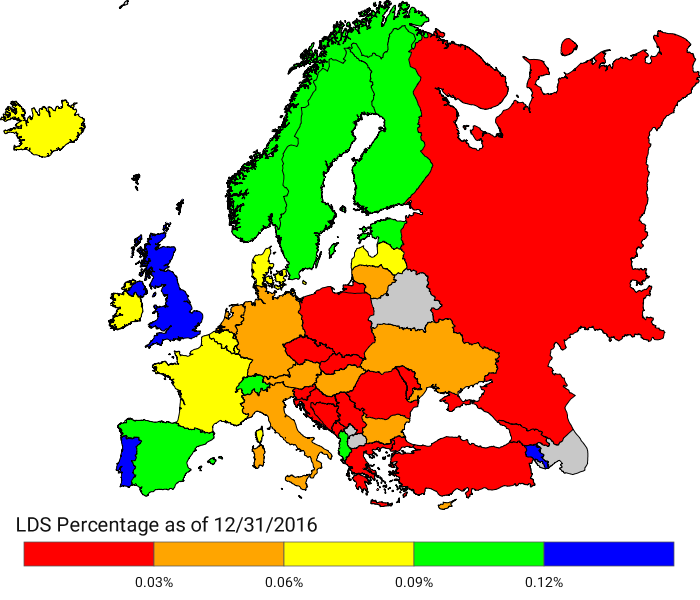
Európai elterjedtségük a népesség százalékában. A kék szín a legmagasabb értéket jelöli, a piros a legalacsonyabbat. (2016-os, UNSZJKE adat)

Európában a 2010-es évek végén a lakossághoz viszonyítva Portugáliában volt a legmagasabb az arányuk (0,41%), a számuk alapján pedig az Egyesült Királyságban éltek legtöbben.
| Egyesült Királyság | 186 800 |
| Spanyolország      | 61 455  |
| Portugália         | 45 700  |
| Németország        | 39 450  |
| Franciaország      | 38 200  |
| Olaszország        | 27 700  |
|                    |         |
| Magyarország       | 5 300   |

## Szentírások
A Szentírások internetes kiadásban is elérhetők:
- A Bibliát elfogadják szentírásnak, amennyiben a fordítása helyes. Károlyi Gáspár fordítását használják (angolban a King James verziót). Joseph Smith Isten parancsára a Biblia fordításának nagy részét 1833 júliusára befejezte, egészen haláláig, 1844-ig javítgatta a szöveget, nyomtatásra készítve elő a kéziratot. Habár a fordítás egyes részei még életében kiadásra kerültek, lehetséges hogy ha tovább él és az egész művet megjelenteti, akkor további változtatásokra is sor kerül.
- A Mormon könyve, amely a Kr. e. 600-tól Amerikába hajózott zsidók története és amely beszámol Krisztus feltámadása után tett látogatásról Amerikában. A könyv állítása szerint az indiánok ősei közé tartoznak a lámániták (a kivándorló zsidók maradékai) is. Eredetileg reformált egyiptomi írással írták, Joseph Smith isteni segítséggel fordította le.
- Tan és szövetségek, amely Joseph Smith és néhány további elnök kinyilatkoztatásait tartalmazza.
- Nagy értékű gyöngy, amely Joseph Smith bibliai bővítésről szóló kinyilatkoztatásait és a Hittételeket tartalmazza.

## Könyvek
- Molnár László Miklós: A Civil Háború és a mormonok (2004)

Cumorah Könyvek:
- Joseph Smith: Előadások a hitről (2006). A mű eredeti címe: Lectures on Faith (1835)
- Joseph Smith története édesanyja elbeszéléséből. Szerkesztette Preston Nibley (2007). A mű eredeti címe: History of Joseph Smith by His Mother (1901)
- James E. Talmage: Jézus, a Krisztus (2007). A mű eredeti címe: Jesus the Christ (1915)
- Ítélkezz felettem, kedves Olvasó! Emma Smith saját történetének elbeszélése, ahogyan Erwin E. Wirkus látja (2009). A mű eredeti címe: Judge Me, Dear Reader! Emma Smith tells her own story as seen by Erwin E. Wirkus (1978)
- Gordon B. Hinckley: Kiállni valamiért (2009). A mű eredeti címe: Standing for Something (2000)
- Spencer W. Kimball: A megbocsátás csodája (2011). A mű eredeti címe: The Miracle of Forgiveness (1969)

## Filmek
- Göröngyös mennyország (The Other Side of Heaven)(2001) www.divido.hu

### Hivatalos honlapok
- ChurchOfJesusChrist.org – Az egyház hivatalos nemzetközi honlapja
- JézusKrisztusEgyháza.org – Az egyház magyarországi honlapja
- ComeUntoChrist.org – Az egyház hitelveinek és gyakorlatának bemutatása érdeklődők számára
- Sajtószoba – Az egyház magyar nyelvű sajtóanyagai

### Nem hivatalos honlapok
- LDS Today Archiválva 2004. október 1-i dátummal a Wayback Machine-ben – Hírek az egyházról
- Mormon wiki – Wiki egyháztagok számára
- LDSFAQ at byu.edu – Gyakran feltett kérdések, mely sokat idéz A mormonizmus enciklopédiájából.
- Az Egyház tanításai és a tudomány (angolul)
- Az egyház tanításai és a tudomány (angolul)

### Kritika
- Exmormon.org Exmormonok önsegítő szervezete
- Utah Lighthouse Ministry – mormonizmust kutató kritikus szervezet
- Concerned Christians – Protestáns beállítottsága mormonellenes szervezet